# جرابيات أسترالية
الجرابيات الأسترالية (الاسم العلمي: Australidelphia) هي أصنوفة من الثدييات تتبع تحت طائفة الجرابيات.

## التصنيف
- فوق رتبة أبوسوميات صغيرة وأشباهها
  - رتبة الأبوسوميات الصغيرة
    - فصيلة الأبوسومات الصغيرة
      - جنس أبوسوم زغبي الوجه
      - جنس †الخاسيا -منقرض
      - جنس †وحش ميرندا -منقرض
      - جنس †أبوسوم صغير -منقرض
      - جنس †أبوسوم صغير فجري -منقرض
- فوق رتبة بعد وحشيات فجرية
  - رتبة †اليلكباريدونيات -منقرضة
    - فصيلة †اليلكباريدونات -منقرضة
      - جنس †اليلكباريدون -منقرض

  - رتبة الجرابيات الخلدية
    - فصيلة المناجذ الخلدية
      - جنس الخلد الجرابي

  - الرتبة الكبيرة لدصيوريات الشكل وأشباهها
    - رتبة دصيوريات الشكل
      - فصيلة الدصيوريات

  - الرتبة الكبيرة لملتحمات الأصابع
    - رتبة ثنائيات الأسنان الأمامية
      - رتيبة ومبتيات الشكل
        - فصيلة الدببة الجرابية
          - الكوالا

        - فصيلة الومبتيات
          - جنس الومبت
          - جنس الومبت مشعر الخطم

      - رتيبة كنغريات الشكل
        - فصيلة الكناغر الجرذية المسكية
          - كنغر جرذي مسكي

        - فصيلة البوطورات
          - قبيلة البوطوراوية
            - بطونق
            - بوطور
            - كنغر جرذي أحمر
            - كنغر جرذي صحراوي

          - قبيلة البوطوراوية القديمة
            - بوطور قديم

        - فصيلة †البلباريات
          - أسرة †البلباراوات
            - †البلبار
            - †النامبار
            - †الغاناوامايا

        - فصيلة الكنغريات
          - ولب أرنبي مخطط
          - أسرة الكنغراوات
            - †الواتوت
            - †الكوراب
            - بديملون
            - كنغر (جنس)
            - ولب غينيا الجديدة
            - ولب المستنقعات
            - ولب مخلبي الذيل
            - كوكا (حيوان)
            - ولب الصخور
            - ولب أرنبي
            - كنغر شجري
            - ولب الغابات